# Romana Orlikowska-Wrońska
Romana Antonina Orlikowska-Wrońska (ur. 16 grudnia 1942) – polska prawnik, adwokat, obrońca w procesach politycznych w okresie PRL, od 2011 do 2015 członek Trybunału Stanu.

## Życiorys
W 1965 ukończyła studia prawnicze na Uniwersytecie Warszawskim. W 1972 zdała egzamin sędziowski, a w 1975 egzamin adwokacki. Od tego czasu praktykuje w zawodzie adwokata w ramach zespołu adwokackiego i następnie kancelarii adwokackiej w Sopocie.
Od 1980 do 1981 była prawnikiem w Biurze Interwencji przy Komisji Krajowej NSZZ „Solidarność”. Po wprowadzeniu stanu wojennego współpracowała z Komitetem Prymasowskim. Do 1989 była obrońcą w około czterdziestu procesach politycznych. Od 1989 związana z polską strukturą Amnesty International, brała udział w organizowaniu i rejestracji krajowego oddziału AI. W późniejszych latach jako adwokat występowała przed Europejskim Trybunałem Praw Człowieka, reprezentując rodziny ofiar katastrofy promu Jan Heweliusz. Została też obrońcą prezydenta Sopotu Jacka Karnowskiego.
17 listopada 2011 Sejm VII kadencji wybrał ją na sędziego Trybunału Stanu. Rekomendującym klubem była Platforma Obywatelska.

## Odznaczenia
- Krzyże Oficerski Orderu Odrodzenia Polski (2011)[3][4]
- Odznaka Honorowa za Zasługi dla Wymiaru Sprawiedliwości (2024)[5]